# Pallaruelo
Pallaruelo o Pallaruelo de Monegros es una localidad de la provincia de Huesca, en Aragón (España), situada en el desierto de los Monegros a 11 km de Sariñena, a cuyo ayuntamiento pertenece. 

## Demografía
| Gráfica de evolución demográfica de Pallaruelo de Monegros entre 1842 y 1970 |
| |
| Población de derecho según los censos de población del INE Población de hecho según los censos de población del INEEntre el censo de 1981 y el anterior, este municipio desaparece porque se integra en el municipio Sariñena |

A 1 de enero de 2022, según el INE, contaba con 106 habitantes, siendo 53 hombres y 53 mujeres.

## Economía
Su economía se basa en la agricultura de secano debido a sus escasas precipitaciones. 
El Dance de Pallaruelo se celebra durante las fiestas patronales mayores de esta localidad, del 5 al 8 de agosto. Es uno de los más antiguos de la comarca de los Monegros.

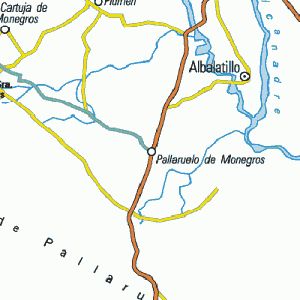
Cómo llegar a Pallaruelo.

## Naturaleza y entorno
Antiguamente el municipio estuvo ocupado por bosques de sabinas albar de las que hoy en día sólo quedan algunos ejemplares, alineados y protegidos por las montañas lejanas del norte (Pirineos).
Este municipio costanero, es un claro ejemplo de las localidades monegrinas, con sus casas blancas bañadas por el sol abrasador del verano y por el viento desolador del invierno, amén de la niebla espesa que inunda gran parte de los días fríos, cuando el viento descansa sobre las laderas del Pirineo o del Moncayo.